# Kilauea
O Kīlauea é um vulcão localizado no Parque Nacional de Vulcões do Havaí.
O vulcão Kilauea é um vulcão efusivo ,ou seja é caracterizado por erupções dominadas pela emissão de lava fluida, geralmente de composição basáltica, com baixa viscosidade e baixo teor de sílica (45-55%). Essa fluidez permite que o magma flua facilmente pela superfície, formando extensos campos de lava, em vez de se acumular em estruturas explosivas.
A pressão dos gases dissolvidos no magma é menor, e sua liberação ocorre de forma gradual, resultando em pouca ou nenhuma atividade explosiva. O tipo de erupção predominante em vulcões efusivos é do tipo hawaiano, com fontes de lava e fluxos constantes. Esse comportamento está associado a zonas de rift e pontos quentes.
Em dezembro de 2005 uma parede de rochas rompeu, causando um abismo de 18 metros à beira do mar e um rio de lava do Kilauea, que formou uma plataforma que dá continuidade à ilha. A queda de lava e rochas é a maior já registrada no Kilauea desde que entrou em erupção, em 1983. A mais recente erupção foi registrada em 23 de dezembro de 2024.É considerado pelos cientistas o vulcão mais ativo do mundo, de um grupo de vulcões ativos que incluem o Stromboli e o Etna (Itália), o Monte Érebo (Antártida) e o Piton de la Fournaise (Reunião, França). 
O vulcão tornou-se uma atração turística a partir de 1840, e os empresários locais, construíram vários hotéis na orla, o mais famoso é o Volcano House,o único hotel e restaurante localizado dentro das fronteiras do Parque Nacional de Vulcões do Havaí.
O Museu Thomas A. Jaggar, localizado na borda da caldeira possui um deck de observação que oferece a melhor vista abrigada da cratera. A atual erupção do Kilauea remonta a janeiro de 1983 e é de longe sua erupção mais longa, bem como uma das erupções mais longas do mundo. A partir de janeiro de 2011, a erupção produziu 3,5 km³ de lava e ressurgiu 123,2 km2 de terra.
O Kilauea tem uma grande caldeira cúpula, medindo 4x3,2 km com paredes de até 120 m de altura, e duas zonas ativas, uma com 125 km extensão a leste e outra 35 km a oeste.